# Henrik Vedel
Severin Henrik August Vedel (20. maj 1867 i København – 26. august 1932 på Frederiksberg) var en dansk departementschef og minister. 
Han var søn af Peter Vedel og hustru Fanny Vendela Armida, født Hebbe.
Henrik Vedel var indenrigsminister i Ministeriet M.P. Friis fra 5. april til 5. maj 1920.